# (12227) Penney
(12227) Penney est un astéroïde de la ceinture principale.

## Description
(12227) Penney est un astéroïde de la ceinture principale. Il fut découvert le 11 octobre 1985 à l'Observatoire Palomar par Carolyn S. Shoemaker et Eugene M. Shoemaker. Il présente une orbite caractérisée par un demi-grand axe de 2,27 UA, une excentricité de 0,19 et une inclinaison de 5,6° par rapport à l'écliptique.

## Compléments